# 疲労回復テレビ
『疲労回復テレビ』（ひろうかいふくテレビ）は、NHK総合テレビで1993年4月10日から同年10月9日、および1994年4月6日から1995年3月15日まで放送された健康情報番組である。

## 概要
毎回1つのテーマに基づいて様々な健康情報を紹介していた番組である。伊東四朗をはじめとするレギュラー陣は家族という設定で出演しており、ゲストも彼らの家に招かれた客として出演した。
番組は1992年12月18日（金曜） 19:30 - 20:28 （日本標準時）に一度パイロット版を放送した後、1993年4月にレギュラー放送を開始した。このレギュラー放送はすぐに終了したが、番組は同年12月28日（火曜） 20:00 - 20:55 に再度単発放送を実施した。そして1994年4月に2度目のレギュラー放送を開始した。

## 放送時間
いずれも日本標準時。別の時間帯での再放送あり。
- 第1期：土曜 23:00 - 23:29（1993年4月10日 - 1993年10月9日） - ただし、この枠自体が変動著しかったため、時間通りに放送された回は19回中6回しかなかった。
- 第2期：水曜 22:00 - 22:39 （1994年4月6日 - 1995年3月15日） - 放送再開とともに放送枠が10分拡大。

## 出演者
- 伊東四朗(お父さん役)
- 竹下景子(お母さん役)
- 内海桂子(おばあちゃん役)
- 細川ふみえ(娘役)
- 関谷透(ホームドクター)

## スタッフ
- 制作 - テレビマンユニオン、NHKクリエイティブ（現・NHKエンタープライズ）、NHK（日本放送協会）

## 関連書籍
- 疲労回復テレビ制作グループ 編『NHK疲労回復テレビ』日本放送協会出版、1993年9月。ISBN 4-14-011068-6。